# Тиша (річка)
Тиша — річка в Україні, у Городоцькому районі Хмельницької області. Права притока Потік Сороки, (басейн Дністер).

## Опис
Довжина річки 12 км, площа басейну водозбору 45,3 км², найкоротша відстань між витоком і гирлом — 7,40 км, коефіцієнт звивистості річки — 1,62. Формується багатьма безіменними струмками та загатами.

## Розташування
Бере початок на західній стороні від Городоцького ботанічного заказника. Спочатку тече переважно на північний захід через село Лісоводи, далі тече переважно на північний схід через Кремінна і впадає в Потік Сорока, праву притоку Смотричу.

## Цікавий факт
У XIX столітті у селі Кремінна на річці існував 1 водяний млин.